# Alighiero Boetti
Alighiero Boetti alias Alighiero e Boetti; (* 16. Dezember 1940 in Turin; † 24. April 1994 in Rom) war ein italienischer Graphiker, Maler und Objektkünstler der Arte Povera. Boetti war unter anderem durch die Objektkunst von Jean Dubuffet beeinflusst.

## Leben und Wirken
Alighiero Fabrizio Boetti war der Sohn des Anwalts Corrado Boetti und der Violinistin Adelina Marchisio. Boetti interessierte sich früh für Mathematik, Musik, Philosophie, Alchemie und Esoterik und befasste sich mit den Werken von Hermann Hesse und mit dem Maler Paul Klee. Als Künstler war Boetti Autodidakt: Sein Studium an der Universität Turin brach er ab, um sich der Kunst zu widmen. Mit 17 Jahren entdeckte er das Werk des deutschen Künstlers Wols für sich sowie die Arbeiten von Lucio Fontana und Nicolas de Staël. Mit 20 Jahren zog er nach Paris, wo er eine Gravierer-Lehre machte. 1964 heiratete er Annemarie Sauzeau, mit der er zwei Kinder hatte: Matteo (* 1967) and Agata (* 1972). Ab Mitte der 1960er Jahre machte er durch künstlerische Aktivitäten auf sich aufmerksam. Nach seiner ersten Ausstellung im Jahre 1967 schloss er sich (bis Anfang der 1970er Jahre) der Arte-Povera-Bewegung an. Damals entstand ein besonderes Interesse für die orientalische Kultur. 1971 unternahm Boetti eine Reise nach Afghanistan, wo er seine Stickbilder von afghanischen Frauen anfertigen ließ. Die Produktion dieser Stickereien sollte bis zu seinem Tod fortlaufen. Bis 1979, dem Jahr des Einmarsches der sowjetischen Armee, kehrte Boetti jährlich nach Afghanistan zurück. Ab Mitte der 1970er Jahre trat Boetti als fiktives Künstler-Duo Alighiero e Boetti auf, um opponierende Faktoren in seinem Werk zu signalisieren: Individualität und Gesellschaft, Irrtum und Perfektion, Ordnung und Unordnung; dabei arbeitete er oft mit anderen Menschen – Künstlern und Nicht-Künstlern – zusammen, deren Beiträge in sein Werk einflossen.
Im Jahr 1972 war er Teilnehmer der Documenta 5 in Kassel in der Abteilung Individuelle Mythologien und auch auf der Documenta 7 im Jahr 1982 als Künstler vertreten.
Alighiero Boetti starb 1994 in Rom an den Folgen eines Hirntumors.

## Werke
Auswahl externer Weblinks
- 1966–1967: 5 nummerierte Türen, (5 Porte numerate), Installation, Holz und Korkeiche, Alighiero Boetti - 5 Porte numerate - Mart (Seite nicht mehr abrufbar. Suche in Webarchiven)
- 1973: Ononimo (in 11 parts), 11 mit einem roten Stift regelmäßig bemalte Kartons[1]
- 1976/1978: I mille fiumi più lunghi del mondo, Museum für Moderne Kunst (MMK), Frankfurt am Main
- 1986: Für die Liebe an den Himmel, (Per l'amor del cielo), Mischtechnik auf Papier, Alighiero Boetti - Per l'amor del cielo - Mart (Seite nicht mehr abrufbar. Suche in Webarchiven)
- 1988–89: Hungrig nach Wind, (Avere fame di vento), Wandteppich, Alighiero Boetti - Avere fame di vento - Mart (Seite nicht mehr abrufbar. Suche in Webarchiven)
- 1989: Landkarte, (Mappa), Wandteppich, Alighiero Boetti - Peshawar–Pakistan by Afghan people - Mart (Seite nicht mehr abrufbar. Suche in Webarchiven)
- 1994: Tutto, Museum für Moderne Kunst (MMK), Frankfurt am Main